# Eldon (Missouri)
Eldon és una població dels Estats Units a l'estat de Missouri. Segons el cens del 2000 tenia 4.895 habitants.

## Demografia
Segons el cens del 2000, Eldon tenia 4.895 habitants, 2.194 habitatges, i 1.270 famílies. La densitat de població era de 559,2 habitants per km².
Per edats la població es repartia de la següent manera: un 23,2% tenia menys de 18 anys, un 8,7% entre 18 i 24, un 24,5% entre 25 i 44, un 20,8% de 45 a 60 i un 22,7% 65 anys o més.
L'edat mediana era de 40 anys. Per cada 100 dones de 18 o més anys hi havia 75,6 homes.
La renda mediana per habitatge era de 27.103 $ i la renda mediana per família de 34.621 $. Els homes tenien una renda mediana de 27.818 $ mentre que les dones 17.690 $. La renda per capita de la població era de 15.015 $. Entorn del 12% de les famílies i el 15,8% de la població estaven per davall del llindar de pobresa.

## Poblacions més properes
El següent diagrama mostra les poblacions més properes.